# Rot Grätli
Il Rot Grätli (2.544 m s.l.m.) è un valico alpino della Svizzera tra il Canton Obvaldo ed il Canton Uri.

## Descrizione
Il valico congiunge la valle di Engelberg con la Isenthal.
Dal punto di vista orografico separa le Alpi Urane (nelle Alpi Bernesi) a sud dalle Prealpi di Lucerna e di Untervaldo (nelle Prealpi Svizzere) a nord.